# Sappington (Misuri)
Sappington es un lugar designado por el censo ubicado en el condado de San Luis en el estado estadounidense de Misuri. En el Censo de 2010 tenía una población de 7580 habitantes y una densidad poblacional de 1.118,32 personas por km².

## Geografía
Sappington se encuentra ubicado en las coordenadas 38°31′26″N 90°22′38″O / 38.52389, -90.37722. Según la Oficina del Censo de los Estados Unidos, Sappington tiene una superficie total de 6.78 km², de la cual 6.6 km² corresponden a tierra firme y (2.6%) 0.18 km² es agua.

## Demografía
Según el censo de 2010, había 7580 personas residiendo en Sappington. La densidad de población era de 1.118,32 hab./km². De los 7580 habitantes, Sappington estaba compuesto por el 93.63% blancos, el 1.48% eran afroamericanos, el 0.11% eran amerindios, el 2.72% eran asiáticos, el 0.04% eran isleños del Pacífico, el 0.37% eran de otras razas y el 1.66% pertenecían a dos o más razas. Del total de la población el 1.93% eran hispanos o latinos de cualquier raza.